# Leopaard

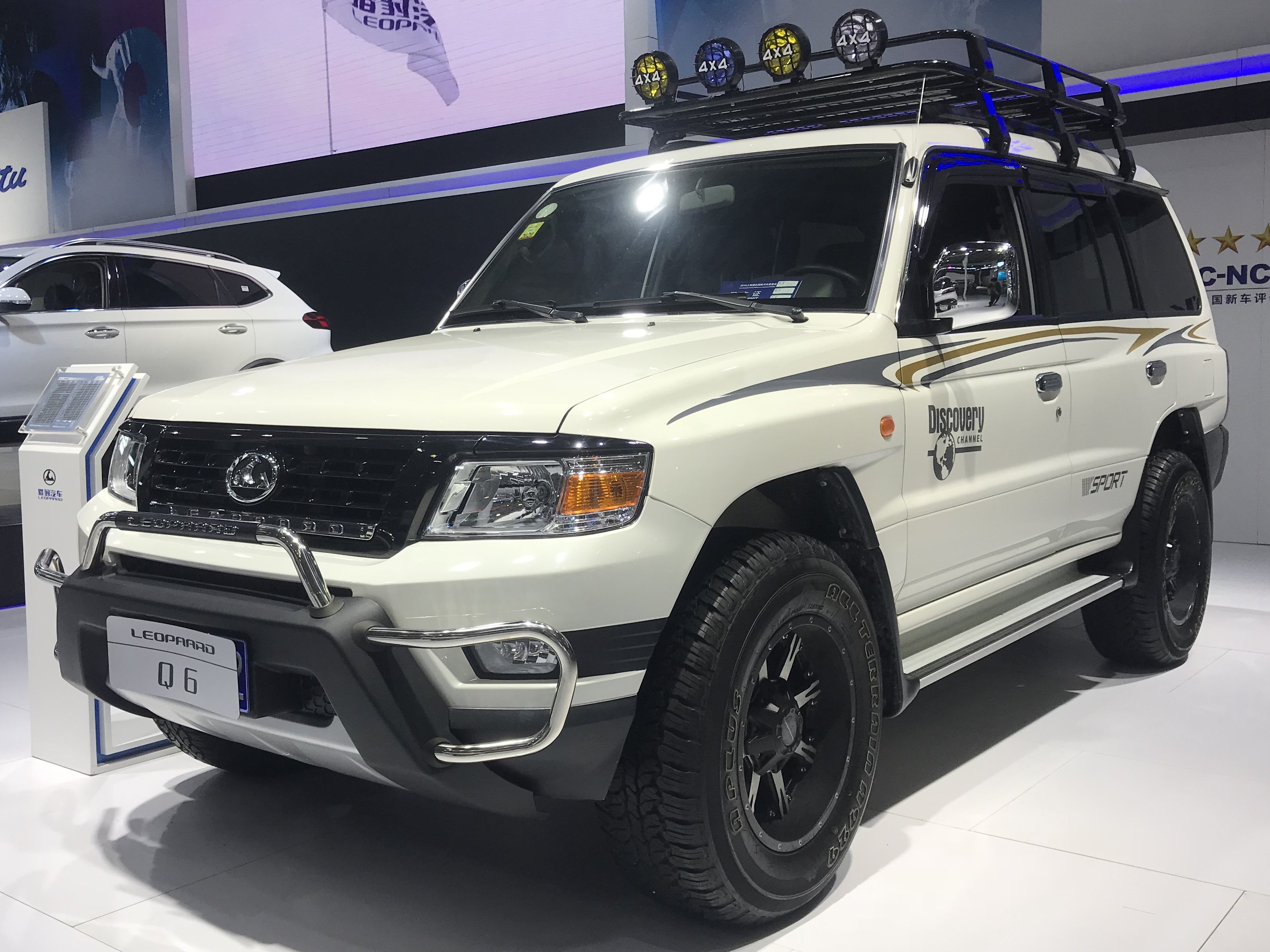
Leopaard Q6

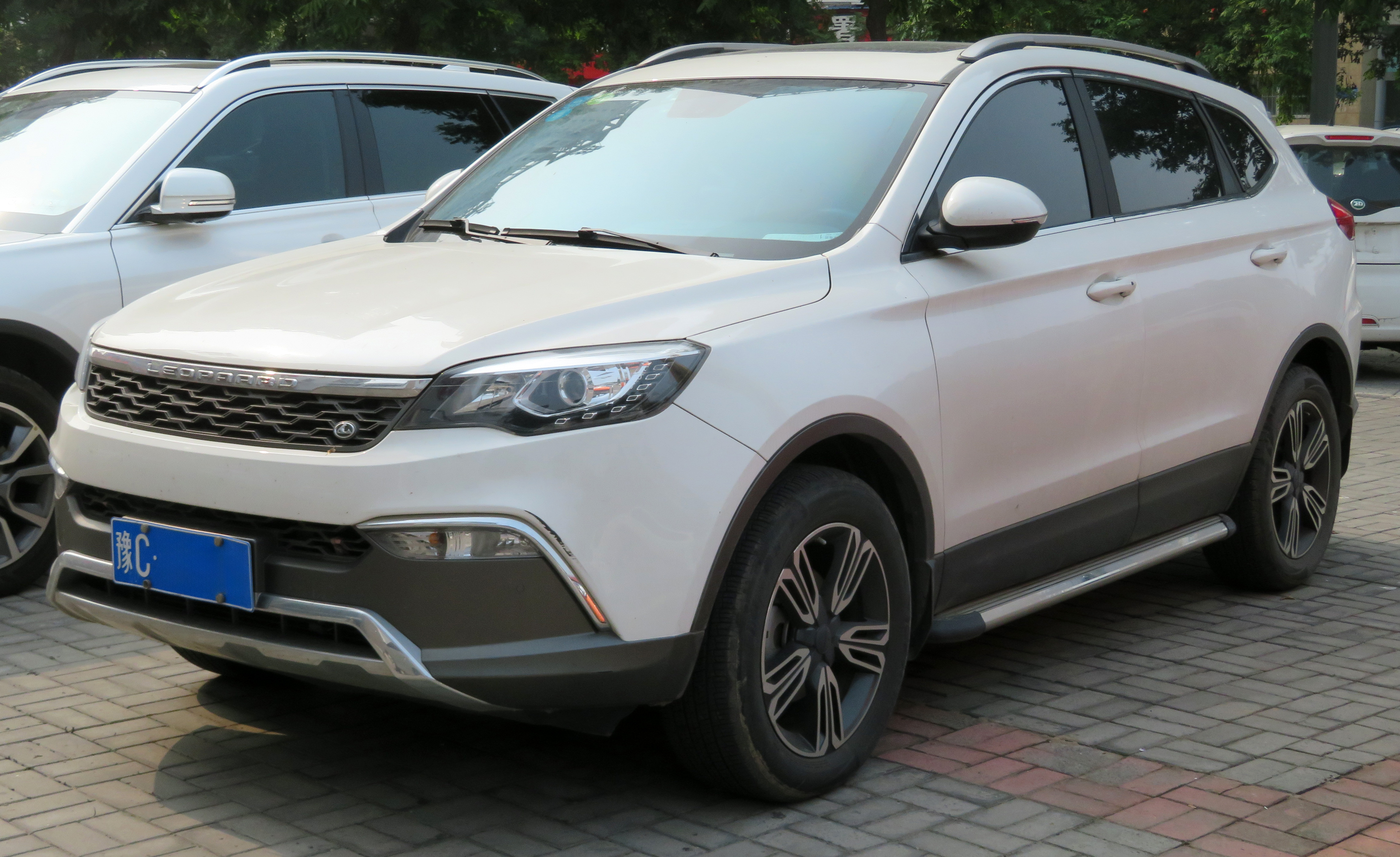
Leopaard CS10

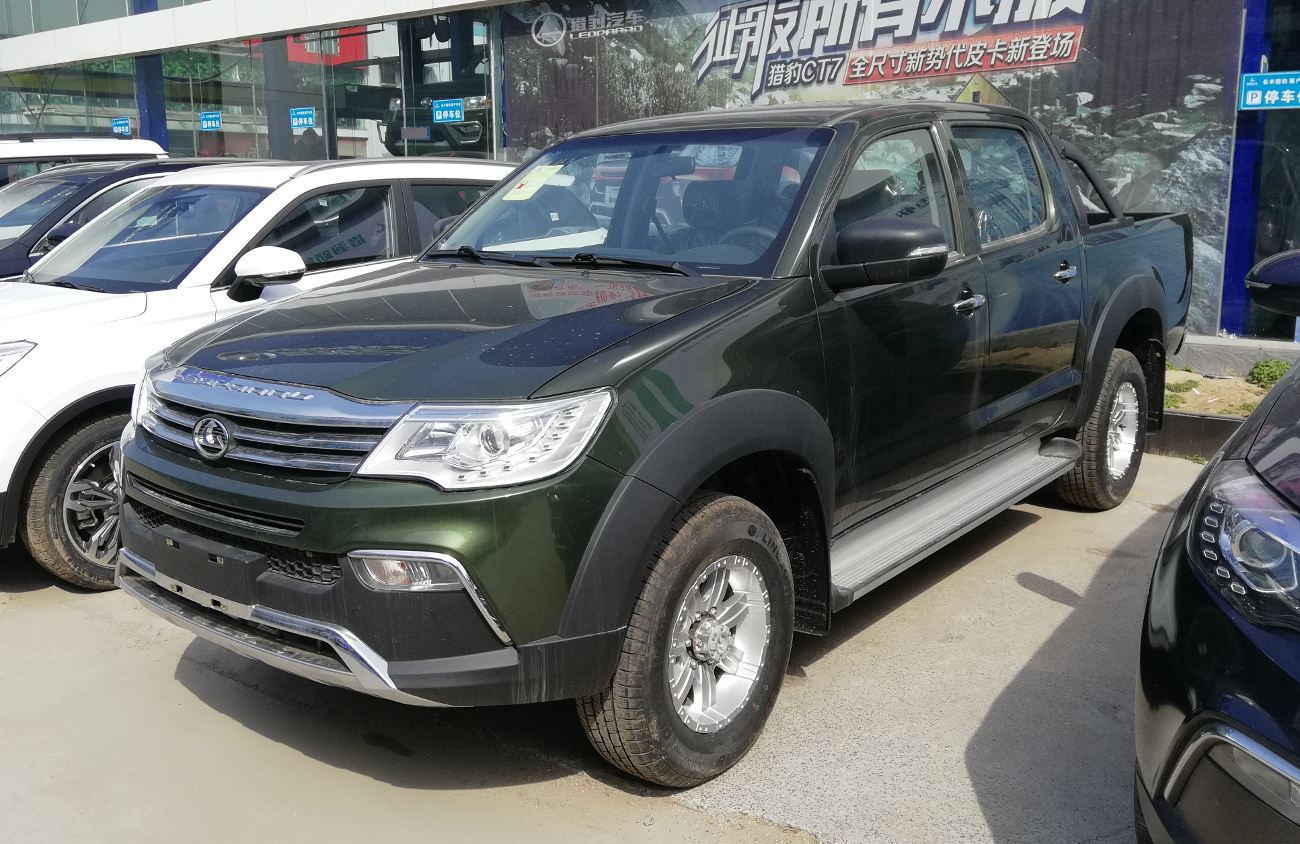
Leopaard CT7

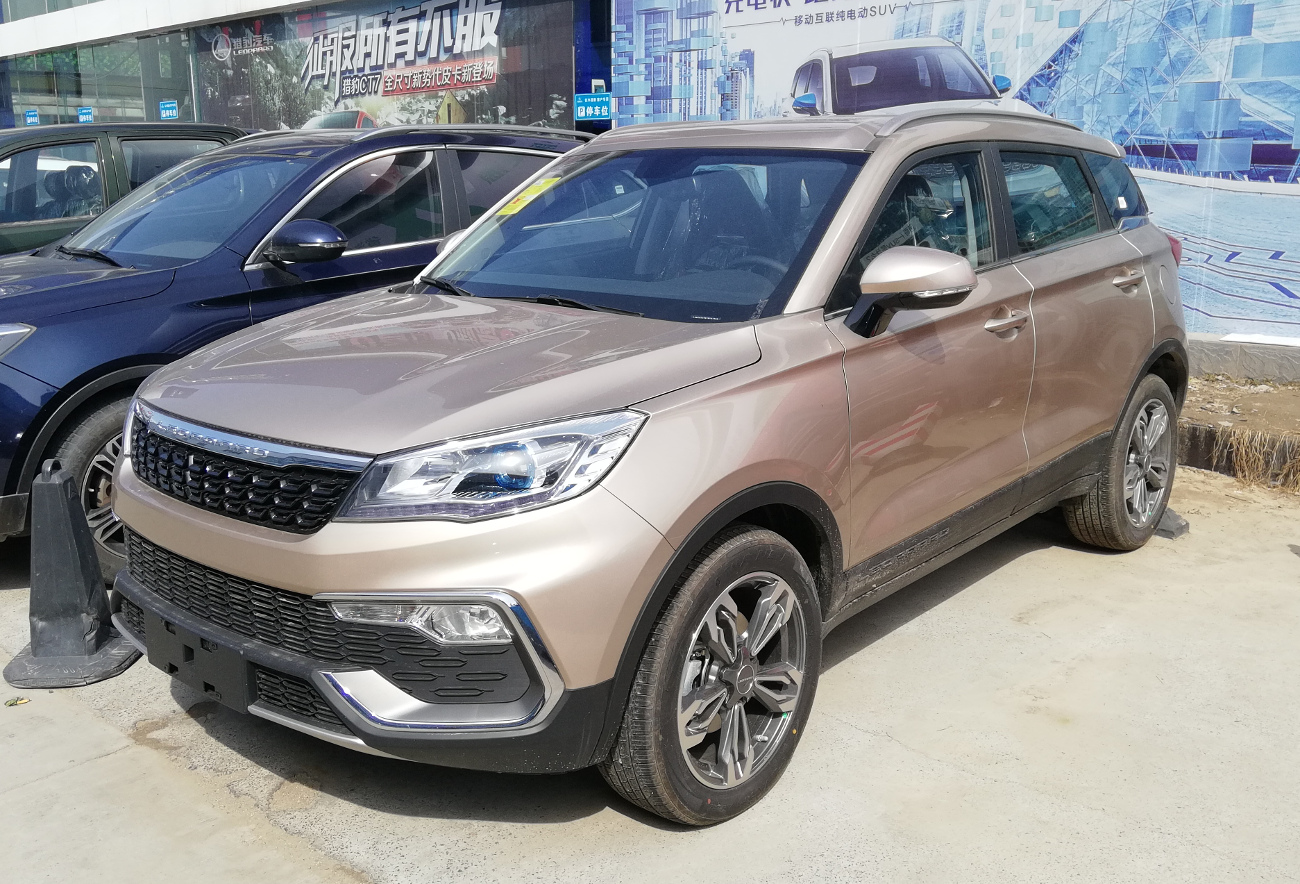
Leopaard CS9

Leopaard war eine Automarke aus der Volksrepublik China.

## Markengeschichte
Der Konzern Guangzhou Automobile Industry Group aus Guangzhou übernahm etwa 2012 GAC Changfeng Motor. Der ursprüngliche Markenname Changfeng Liebao wurde bis mindestens Ende 2014 genutzt, für auslaufende Modelle vielleicht noch bis 2015.
Ende 2014 erfolgte die Markteinführung der neuen Marke Leopaard.
Die Internetseite der Marke nennt allerdings Hunan Leopaard Motors aus Changsha als Hersteller. Dieses Unternehmen beruft sich auf die Geschichte der Changfeng Group.

## Fahrzeuge
Im Dezember 2014 erschien der Geländewagen Leopaard Q6 auf dem chinesischen Markt.
Im April 2015 folgte das SUV Leopaard CS10.
Im September 2016 kam der Pick-up Leopaard CT7 dazu.
Im April 2017 ergänzte das SUV Leopaard CS9 das Sortiment. Dieses Modell ist auch mit Elektromotor erhältlich.
Ab Juni 2018 wurde der Leopaard Mattu verkauft.

## Absatzzahlen
2015 wurden in China 45.027 Fahrzeuge dieser Marke neu zugelassen. Im Folgejahr verdoppelte sich die Zahl auf 93.240. 2017 waren es 127.083 Fahrzeuge, im darauffolgenden Jahr 86.402 und 2019 nur noch 32.407. 2020 waren die Zahlen mit 1.045 Fahrzeugen nur noch knapp vierstellig, 2021 erfolgten noch 40 Verkäufe im März.